# كيرديمي
كيرديمي هي محافظة فرعية في إقليم البطحة في تشاد .